# Asunder (Band)
Asunder war eine 1998 gegründete und 2006 aufgelöste Death-Doom- und Funeral-Doom-Band.

## Geschichte
In den frühen 1990ern nach der Veröffentlichung einer Split-EP von Dystopia und Skaven über Life is Abuse Records und einer gemeinsamen Tournee zogen einige der Musiker von Dystopia nach Oakland um gemeinsam mit Mitgliedern von Skaven ein Haus zu beziehen. Aus dieser Wohngemeinschaft entstand das Projekt Lachrymose, aus dessen Auflösung heraus Asunder entstand. Die erste Bandkonstellation Asunders setzte sich aus Dino Sommes von Dystopia als Schlagzeuger und Sänger sowie Geoff Evans von Skaven und Seth Baker als Gitarristen zusammen. Als Bassist stieß Britt Hallett hinzu. In dieser Konstellation nahm die Gruppe ein Demoband auf und Auftritte in der näheren Umgebung wahr. Der an den Demoaufnahmen beteiligte Matt Parrillo von Dystopia und Geschäftsführer von Life is Abuse Records entschied nach der Fertigstellung der Aufnahmen, diese als Split-Album von Asunder mit Like Flies on Flesh herauszubringen.
In den folgenden Jahren arbeitete die Band weiteres Songmaterial aus, trat beständig auf und veränderte die Bandkonstellation. Da die Gruppe vermehrt „lange, langsame und traurige Songs“ schreiben wollte, wurde mit Alex Bale-Glickman ein Cellist hinzugezogen. Nach einigen Live-Auftritten mit dem Cello stellte Asunder fest, dass das Instrument aufgrund der Einschränkungen durch die Live-Beschallung nicht Teil ihrer Auftritte sein konnte. Studioaufnahmen wurden jedoch mit Bale-Glickman absolviert. Nachdem Sommese mit Baker das weitere Projekt Insidious gegründet hatte, verließ Baker die Band, um sich auf Insidious zu konzentrieren. Als Ersatz trat John Gossard von Weakling der Band bei. Mit dem Produzenten Billy Anderson wurde im Sommer 2003 das Debütalbum A Clarion Call eingespielt. A Clarion Call erschien im Sommer des folgenden Jahres über Nuclear War Now! Productions und Life is Abuse Records. Das Album wurde mit Erscheinen international positiv aufgenommen und später als Klassiker zwischen Death Doom und Funeral Doom gerühmt.
In den folgenden Monaten verließen Hallet und Bale-Glickman die Band. Als Session-Cellistin brachte sich Jackie Perez Gratz von Amber Asylum und Giant Squid ein, trat der Band aufgrund ihrer weiteren Verpflichtungen nicht bei. Als Bassist stieß der Tontechniker Salvador Raya, der ebenso an Insidious beteiligt war, zu Asunder. In dieser Besetzung nahm die Band ein weiteres Split-Album für Life is Abuse Records und 20 Buck Spin auf, diesmal mit Graves at Sea. Dem Split-Album folgte mit dem über Profound Lore Records erschienenem Works Will Come Undone das finale und erneut mit Anderson aufgenommene Album der Band. Einige Zeit nach der Veröffentlichung des häufig gelobten Albums wurde Asunder von den Bandmitgliedern aufgelöst. Das Decibel Magazine führte Works Will Come Undone 2015 in der Sonderausgabe des Magazins Top 100 Doom Metal Albums of All Time auf Platz 62.

## Stil
Die Musik von Asunder wird als schwer zu kategorisierende Hybride aus Death Doom und Funeral Doom zugeordnet. Als Vergleich wird in einer für das Webzine Doom-Metal.com verfassten Beschreibung des Klangs auf eine Mischung aus Novembers Doom und Skepticism verwiesen. In einer für das Ox-Fanzine verfassten Rezension des Debüts führt André Bohnensack hinzukommend Cathedral und Paradise Lost als vergleichbar an. Weitere Rezensenten verweisen auf My Dying Bride, Godsend, Mournful Congregation, Rapture, Loss, Sunn O))) und Mourning Beloveth.
Die Musik wird in einem dem Doom Metal entsprechenden Tempo gespielt während der Gesang von Gossard und Sommes zwischen einem dem Death Metal entsprechenden Growling und annähernd gesprochenen Passagen variiert. Der Tenor und die vermittelte Stimmung wird hinzukommend als „mürrisch“ beschrieben. Cody Davis schreibt in seiner für das Webzine Metal Injection verfassten Besprechung des Debüts diese atmosphärische Wirkung insbesondere dem Cello zu. Auch Scott Alisoglu betont die Wirkung des Instrumentes in seiner für das Webzine Blabbermouth verfassten Rezension von
Works Will Come Undone. Weitere Besprechungen heben hinzukommend „eindringliche Melodien und dichte, nachdenkliche Harmonien“ hervor. Das Gitarrenspiel beinhalte „eine Menge großartiger Riffs“ derweil eine vermittelte „Melancholie in der Gitarrenarbeit allgegenwärtig“  sei. Die Rhythmusgruppe variiere indes nur „geringfügig Texturen und Nuancen“.

## Diskografie
- 1999: Demo (Demo, Selbstverlag)
- 2000: Asunder/Like Flies on Flesh (Split-Album, Life is Abuse Records)
- 2004: A Clarion Call (Album, Nuclear War Now! Productions/Life is Abuse Records)
- 2005: Graves at Sea/Asunder (Split-EP, Life is Abuse Records)
- 2006: Works Will Come Undone (Album, Profound Lore)